# Solana Dinjiška
Solana Dinjiška este o arie protejată (sit de importanță comunitară — SCI) din Croația întinsă pe o suprafață de 65,09 ha, integral pe uscat.

## Localizare
Centrul sitului Solana Dinjiška este situat la coordonatele 44°21′46″N 15°10′31″E / 44.362701°N 15.175361°E.

## Înființare
Situl Solana Dinjiška a fost declarat sit de importanță comunitară în iulie 2013 pentru a proteja 1 specie de animale.

## Biodiversitate
Situată în ecoregiunea mediteraneană, aria protejată conține 2 habitate naturale: Tufărișuri halofile mediteraneene și termo-atlantice (Sarcocornetea fruticosi), Salicornia și alte specii anuale care populează regiunile mlăștinoase și nisipoase.
La baza desemnării sitului se află o specie protejată de  pești: Aphanius fasciatus.